# Idaea lecerfiata
Idaea lecerfiata är en fjärilsart som beskrevs av Homberg 1910. Idaea lecerfiata ingår i släktet Idaea och familjen mätare. Inga underarter finns listade i Catalogue of Life.